# Klára Palánkay
Klára Palánkay (Budapest, 3 juin 1921 - Budapest, 24 janvier 2007) est une mezzo-soprano hongroise.

## Biographie
Née à Budapest en 1921 (certaines sources indiquent 1924), Klára Palánkay fait ses études de chant au Conservatoire de sa ville natale et ses débuts sur scène à l'Opéra National de Budapest dans le rôle d'Amneris (Aida de Giuseppe Verdi). Elle fut l'une des grandes voix attachées à ce lieu jusqu'en 1968. Elle se distingua notamment dans Carmen, dans la Reine Gertrude (opéra Bánk bán de Ferenc Erkel) mais c'est surtout par son rôle de Judith dans l'opéra Le Château de Barbe-Bleue de Bartók qu'elle acquit une notoriété internationale. Elle tint ce rôle sur les scènes de Vienne, Paris, Amsterdam, Bruxelles, Turin, Moscou, et au Festival d'Édimbourg. À Budapest, elle partagea ce rôle avec sa compatriote Olga Szőnyi, autre grande Judith du XXe siècle, au timbre plus sombre. Elle fut, comme Szöny, une célèbre partenaire de scène de Mihály Székely, l'un des interprètes exceptionnels de Barbe-Bleue de cette époque, ainsi que sa partenaire au disque.

## Discographie
- Klára Palánkay (Judith), Mihaly Székely (Barbe-Bleue), Orchestre National de l'Opéra de Budapest, dir. János Ferencsik (enregistré en 1956), Arlecchino.